# Columbia Lake Park
Columbia Lake Park är en park i Kanada.   Den ligger i provinsen British Columbia, i den södra delen av landet, 3 000 km väster om huvudstaden Ottawa. Columbia Lake Park ligger 938 meter över havet. Den ligger vid sjön Columbia Lake.
Terrängen runt Columbia Lake Park är varierad. Trakten runt Columbia Lake Park är nära nog obefolkad, med mindre än två invånare per kvadratkilometer..
I omgivningarna runt Columbia Lake Park växer i huvudsak barrskog.